# Reduplicare
În lingvistică, reduplicarea este repetarea în formă identică sau puțin diferită a unui morfem legat sau a unui cuvânt autonom. În funcție de limbă, are un rol în flexiune și/sau în formarea de cuvinte simple sau compuse.

## Reduplicarea morfologică
În unele limbi, reduplicarea are un rol în morfologie, exprimând anumite categorii gramaticale.
Este, de pildă, un tip de flexiune arhaică ce caracterizează faza premergătoare dezmembrării unității lingvistice indoeuropene, mai ales în conjugare. Se manifestă prin repetarea unui sunet sau a unei silabe din radical, a doua ocurență servind drept afix gramatical. Se găsește, de pildă, în formarea timpurilor trecute:
- în limba greacă veche: λύω [ˈluːoː] „(eu) pierd” – λέλυκα [ˈleluka] „pierdusem”[2];
- în limba gotică: háitan „a fi numit” – haíháit „a fost numit”[1];
- în limba latină: do „dau” – dedi „dădui”, sto „stau” – steti „stătui”[4].

Reduplicarea din exemplele latine de mai sus s-a moștenit în limba română: dădui, dădeam, dădusem; stătui, stăteam, stătusem. În acestea, elementele reduplicate nu mai sunt analizabile ca morfeme, ci constituie silabe din radicali percepuți ca neregulați.
În mod asemănător se exprimă timpul viitor în limba tagalog din Filipine, ex. sulat „a scrie – su-sulat „va scrie”.
Mai multor limbi din Austronezia, Asia de Sud și de Sud-Est, precum și de pe coasta de vest a Africii le este caracteristică reduplicarea cuvintelor pentru exprimarea unor categorii gramaticale, de pildă a numărului plural în limba malaieză: anak-anak „copii”, babi-babi „porci”. 
Se mai exprimă prin reduplicare și moduri de acțiune, de exemplu cel iterativ:
- în limba tagalog, prin reduplicarea verbului sulat: „a scrie” – mag-sulat-sulat „a scrie din când în când”[5];
- în limba maghiară, prin reduplicarea unor prefixe verbale aplicate anumitor verbe: betér „intră” – be-betér „intră din când în când”[9].

## Reduplicarea în formarea de cuvinte

### Cuvinte simple
În unele limbi, reduplicarea de silabe este un procedeu de formare a unor cuvinte simple. Unele din acestea exprimă și valori pragmatice, cum sunt cele hipocoristice (care exprimă afecțiune).
În limba franceză se întâlnește relativ frecvent în formarea de diminutive hipocoristice ale unor prenume, ex. Marguerite > Guiguite, Bernard > Nanar, Victor sau Hector > Totor. În limba română, asemenea cuvinte sunt mai rare, ex. Cornel > Corneluș > Luluș.
Unele cuvinte formate prin reduplicare sunt presupuse a fi printre primele rostite de copiii mici, fiind prezente în mai multe limbi. Exemple:
- Corespondentele cuvântului mamă, cu deosebiri fonetice foarte mici, se găsesc în greaca veche (μάμμα), în latină (mamma), greaca modernă (μάμα), albaneză (mëmë), italiană (mamma), franceză (maman), spaniolă (mamá), maghiară (mama), BCMS[12], bulgară, rusă[13], poloneză (mama), germană (Mama)[14], engleză (mam)[15].
- Alt cuvânt despre care se presupune că s-a format la fel este cel corespunzător lui ro  bebe (< fr  bébé)[16], în unele limbi: en  baby, sq  bébe, hu  baba[17].
- Aceeași presupunere există și despre originea, în unele limbi, a cuvântului la  tata, care a dat ro  tată[18] și es  tato (hipocoristic, cu sensul „frate”, în registrul de limbă familiar)[19].
- În alte limbi, în cuvântul cu același sens, t este înlocuit de p: el  πάππας [pappas], la  pappa, fr  papa[20], hu  papa[21].
- Tot cu consoana p există în unele limbi cuvinte cu sensul „mâncare”: la  papa sau pappa (cu derivatul verbal pappare, care a dat ro  a păpa[22]), de  Pappe, cs  papu, hu  pép[23].

În franceză sunt numeroase asemenea cuvinte în limbajul copiilor, formate de la cuvinte curente: tante „mătușă” > tata, oncle „unchi” > tonton, grand-mère „bunică” > mémé, grand-père „bunic” > pépé, pisser „a urina” > pipi etc.
Unele din aceste cuvinte au intrat în registrul familiar al adulților, precum fr  maman, papa, ca sinonime ale corespondentelor lor din registrul curent, mère, respectiv père. Altele sunt în registrul curent al unor limbi, ca ro  mamă, tată, en  baby, hu  baba (cu sensurile „bebe” și „păpușă”).
Sunt și cuvinte care au primit sensuri noi, de exemplu în franceză, variantele lui mémé și pépé:
- Mémère (< grand-mère), familiar, are și sensul peiorativ „femeie în vârstă și corpolentă”[25].
- Pépère (< grand-père) a devenit și adjectiv în registrul popular, ex. un coin pépère „un loc călduț”, un métier pépère „o meserie ușoară”[26].

### Cuvinte compuse

#### Prin reduplicare cu formă identică
Există unele cuvinte compuse alcătuite prin repetarea cu formă identică a unor cuvinte, cuvântul rezultat având un sens diferit de cel al cuvântului repetat, de exemplu:
ro  doar-doar – „în speranța că”, mai-mai, gata-gata – „cât pe ce”;
la  jamjam „chiar acum”, quisquis „oricine”;
fr  cache-cache (literal „ascunde-ascunde”) „jocul de-a (v-ați) ascunselea”;
en  goody-goody (lit. „bunicel-bunicel”) „persoană care se poartă astfel, încât să placă celor investiți cu autoritate” (familiar și depreciativ);
sr  gdegde „ici-colo, în unele locuri”; katkad (cu asilimarea lui [d] din primul cuvânt de către [k]) „uneori”;
hu  egy-egy „câte un/o” (numeral distributiv), már-már „gata-gata”;
Unele asemenea cuvinte sunt formate prin repetarea unor onomatopee, mai frecvent în limbajul copiilor, mai rar în registrul familiar:
fr  bla-bla (împrumutat și de română) „vorbărie multă și fără rost”;
en  blah-blah (același sens, fără a fi împrumut), choo-choo „tren” (în limbajul copiilor);
hu  tütü „mașină” (în limbajul copiilor).
În lingvistica maghiară se consideră o subcategorie a cuvintelor dublate cea a radicalilor dublați, dar cu afixe diferite, ex. akarva-akaratlan „vrând-nevrând”, körös-körül „de jur împrejur”, régestelen-régen „foarte demult”.

#### Prin reduplicare cu formă ușor diferită
Cuvintele astfel formate se pot grupa în mai multe categorii, stabilite din diferite puncte de vedere.
Una din aceste grupări este stabilită după cum elementele sunt sau nu cuvinte autonome.
În prima categorie, unul din elemente este un cuvânt autonom, iar celălalt o formă puțin schimbată a acestuia, inexistentă în mod autonom. Cuvântul autonom poate fi primul sau al doilea element:
ro  harcea-parcea, după tk  parça-parça „bucată cu bucată”; în română, a doua ocurență a indus prima parte;
en  easy „ușor (nu dificil)” → easy-peasy (familiar) „ușor de făcut, floare la ureche”;
hu  csiga „melc” → csigabiga „melc-codobelc”, mozog „se mișcă” → izeg-mozog „nu stă locului”.
A doua categorie este constituită din elemente dintre care niciunul nu este cuvânt autonom, ci au sens numai împreună:
ro  talmeș-balmeș;
fr  prêchi-prêcha (familiar, depreciativ) „predică”;
en  boogie-woogie (tip de muzică);
hu  tutyimutyi „papă-lapte”.
O a treia categorie este a cuvintelor în care ambele elemente sunt autonome separat, dar împreună au sens diferit de al fiecăruia. Unii autori le consideră reduplicări, alții văd în ele false reduplicări:
ro  calea-valea;
en  lovey-dovey (literal „iubițică-porumbiță”);
hu  ámul-bámul (lit. „se minunează” + „se holbează”);
sr  kako-tako (lit. „cum-așa”) „oarecum”.
Altă grupare este după felul diferențelor fonetice dintre componente:
- schimbarea vocalei sau vocalelor din interiorul cuvântului[45][46]:

fr  zigzag (împrumutat de română);
de  Zickzack „zigzag” (împrumutat de maghiară: cikcakk);
en  tiptop „perfect, în formă excelentă”;
hu  giz-gaz „buruieni”, dirmeg-dörmög „mormăie”.
- schimbarea unei consoane de la începutul cuvântului, sau adăugarea uneia la începutul unui element[45][49]:

ro  terchea-berchea (< hu  tarkabarka „foarte pestriț”);
en  razzle-dazzle „activitate intensă menită să atragă atenția”;
hu  locspocs „fleșcăială”, ákombákom „scris neciteț”;
sr  kad-tad (lit. „când-atunci”) „cândva, până la urmă, mai devreme sau mai târziu”.